# Negraia
Negraia – wieś w Rumunii, w okręgu Vâlcea, w gminie Pesceana. W 2011 roku liczyła 328 mieszkańców.